# Chapelle Notre-Dame-des-Neiges de Puy-Saint-Pierre
 (novembre 2018).
Si vous disposez d'ouvrages ou d'articles de référence ou si vous connaissez des sites web de qualité traitant du thème abordé ici, merci de compléter l'article en donnant les références utiles à sa vérifiabilité et en les liant à la section « Notes et références ».
La chapelle Notre-Dame-des-Neiges est une chapelle située sur la commune de Puy-Saint-Pierre (Hautes-Alpes), dans le Briançonnais. 

## Histoire

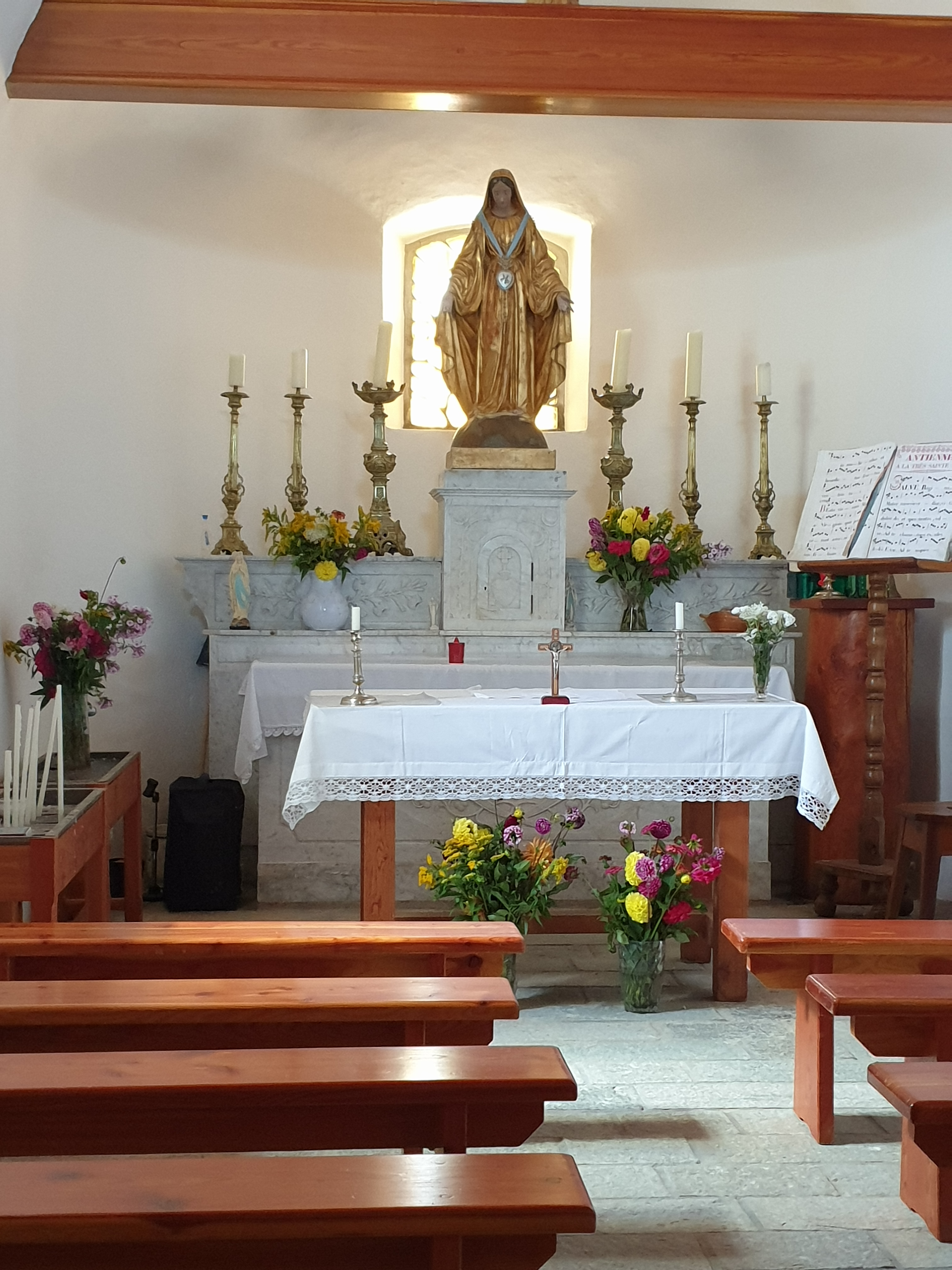
Chapelle Notre-Dame-des-Neiges de Puy-Saint-Pierre.

Culminant à 2 292 mètres de haut, elle fut érigée en 1751 en l'honneur de la Sainte Vierge. Une messe y est célébrée tous les mardis en été à 10h45.
Elle est le point d'arrivée de plusieurs randonnées et offre un magnifique panorama sur la vallée de la Durance et sur le Mélezin. Le point de départ traditionnel part de Puy-Saint-Pierre, à 1 500 mètres d'altitude. Le sentier d'accès passe par six oratoires.

## Bâtiment
Elle est construite en pierres de taille, selon l'architecture traditionnelle locale, et possède une tribune accessible par un escalier extérieur.